# Austrolimnophila (Austrolimnophila) hazelae
Austrolimnophila (Austrolimnophila) hazelae is een tweevleugelige uit de familie steltmuggen (Limoniidae). De soort komt voor in het Neotropisch gebied.